# Leesgoed
Leesgoed was een vaktijdschrift over Jeugdliteratuur en leesbevordering. Het richtte zich in de eerste plaats tot iedereen die beroepshalve bezig was met jeugdliteratuur: jeugd- en schoolbibliotheekmedewerkers, onderwijsgevenden, recensenten, onderzoekers, auteurs en illustratoren, uitgevers en boekhandelaren.
Leesgoed was de voortzetting van het in 1973 gestarte nieuwsbulletin En nu over jeugdliteratuur van de toenmalige dienst Boek en Jeugd van het Nederlands Bibliotheek en Lektuur Centrum (NBLC). Het eerste nummer met de titel Leesgoed verscheen in 1986, het laatste eind 2012. Aanvankelijk verscheen het zes keer per jaar, later acht keer per jaar. Het werd uitgegeven door het NBLC en de opvolgers ervan: de bedrijven Biblion en NBD Biblion. 
Hoofdredacteur van Leesgoed was vanaf de start tot zijn dienstbeëindiging in 2011 Herman Verschuren. Vanaf 2007 tot 2011 onderhield hij ook een gelijknamige website. Na 2011 werd redactielid Karin Kustermans hoofdredacteur, maar al in 2012 gaf NBD Biblion te kennen met zowel de papieren uitgave als de website te stoppen. Voornaamste argument was het dalen van het aantal abonnementen, een daling die al vanaf 2008 was ingezet. Daarvóór telde Leesgoed gemiddeld ruim 2.000 abonnees. Ook de teruglopende advertentie-inkomsten speelden een rol.
De hoofdredacteur van Leesgoed was in dienst van het NBLC en de opvolgers ervan, de redactie bestond verder uit een selectie van de bovengenoemde doelgroepen, waaronder de auteurs Karel Eykman, Wim Hofman en Bert Kouwenberg.
Leesgoed bevatte naast artikelen en interviews ook recensies van jeugdliteratuur en relevante vakliteratuur.